# U-429: Подводная тюрьма
«U-429: Подводная тюрьма» (англ. In Enemy Hands — «В руках врага») — фильм режиссёра Тони Джильо. Премьера фильма состоялась в 2004 году.

## Сюжет
Действие фильма происходит во время Второй мировой войны. Вымышленная американская субмарина USS Swordfish сталкивается в бою с двумя немецкими субмаринами. Ей удаётся потопить U-1221, однако U-429 торпедирует «Суордфиш», и выжившие американские моряки попадают на борт U-429 в качестве пленников. Вместе с пленными матросами на борт U-429 попал и вирус менингита, уничтоживший значительную часть немецкого экипажа. Для того чтобы выжить, враги вынуждены объединиться и противостоять немецкой подводной лодке и американскому эсминцу.

## В ролях
| Актёр              | Роль                  |
| ------------------ | --------------------- |
| Уильям Х. Мэйси    | Натан Трэверс         |
| Скотт Каан         | Рэнделл Салливан      |
| Джереми Систо      | Джейсон               |
| Тиль Швайгер       | Йонас Хердт           |
| Томас Кречман      | Людвиг Кремер         |
| Рене Хегер         | Клаузе                |
| Саша Роузман       | Ларс                  |
| Джастин Томсон     | Вильгельм             |
| Свен-Оле Торсен    | Ханс                  |
| Кларк Грегг        | Тедди Гудман          |
| А. Дж. Бакли       | медик                 |
| Йен Сомерхалдер    | Дэнни                 |
| Кармайн Джовинаццо | Бак Купер             |
| Сэм Хантингтон     | Вирджил Врайт         |
| Брэнден Р. Морган  | Бэни Романо           |
| Лорен Холли        | миссис Рэйчел Трэверс |
| Ксандер Беркли     | адмирал Кэндз         |
| Рой Уэрнер         | командир U-1221       |

## Рецензии
Эд Гонсалес в «Slant Magazine» охарактеризовал фильм как мелодраматический, отметив, что каждому члену экипажа Swordfish противопоставлен сходный по характеру моряк с U-429.
Lexikon des Internationalen Films констатирует: 
На морском фронте ничего нового: обычный военный фильм, показывающий мужскую дружбу между врагами, верность своей стране и воспоминания о родине и близких, которые стоят того, чтобы вместе вырваться из водной могилы.
Оригинальный текст (нем.)«Nichts Neues von der Wasser-Front: Der herkömmliche Kriegsfilm beschwört Männerfreundschaft über die Fronten hinweg, appelliert an Loyalität zum eigenen Lager und gedenkt der Lieben an der Heimatfront, für die es sich lohnt, dem nassen Grab zu entkommen.»